# Schuddebeurs (Voorne-Putten)
Schuddebeurs is een voormalig landgoed in de gemeente Nissewaard, in de Nederlandse provincie Zuid-Holland. Het landgoed was in de eerste helft van de 19e eeuw in het bezit van de familie van Ocker Gevaerts van Geervliet en ging op 1 april 1817 op in de gemeente Schuddebeurs en Simonshaven.